# Ca l'Aymà
Ca l'Aymà (o Ca l'Aimar), popularment el Castellet, és una casa senyorial del municipi del Masnou (Maresme) protegida com a bé cultural d'interès local.

## Història
La casa va ser dissenyada per l'arquitecte barceloní Roc Cot i Cot l'any 1907. La construcció, però, va ser dirigida pel seu germà Jordi Cot i Cot. La casa va pertànyer a Antònia Pagès Llimona, vídua d'Aymà. Entre els anys 1965 i 1969 s'utilitzà com hotel, conegut amb el nom d'Hotel Castellet. Des de l'any 1988, i fins a l'actualitat, és una residència geriàtrica privada.

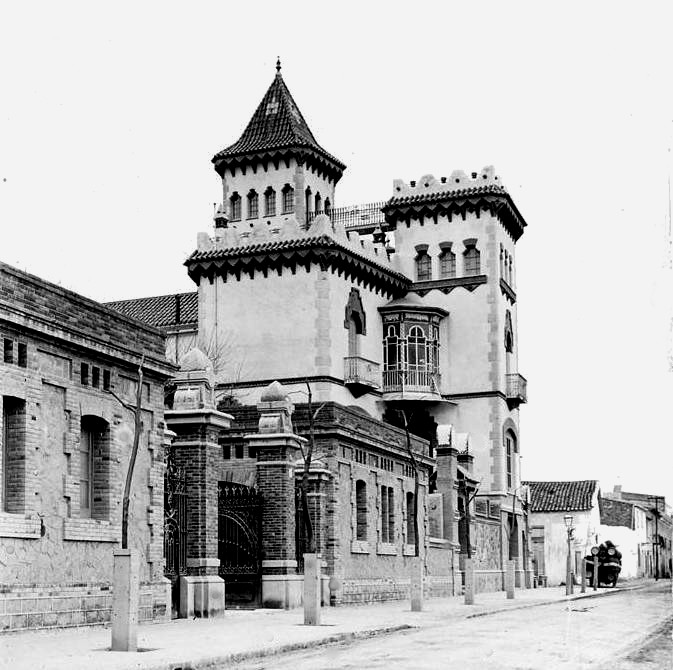
Any 1913

## Descripció
L'edifici està format per quatre cossos diferenciats, de plantes rectangulars i quadrades i de diferents alçades. Les façanes dels cossos combinen l'estucat llis blanc amb el maó vist. Dos d'aquests cossos són coronats per merlets i el tercer i més elevat s'encapçala per una teulada de quatre vessants inclinades. Les cornises de tot el conjunt estan formades per un voladís de teules i mènsules de maó. Les finestres tenen forma esglaonada a la part superior, amb maó de cantell. Un element remarcable és la tribuna poligonal amb vitralls de colors i ceràmica situada a l'escaire dels dos cossos principals. A la part del darrere hi ha la torre-mirador, amb coberta piramidal de ceràmica vidriada. Els elements compositius del conjunt es poden classificar de modernistes o eclèctics.